# لويد شابلي

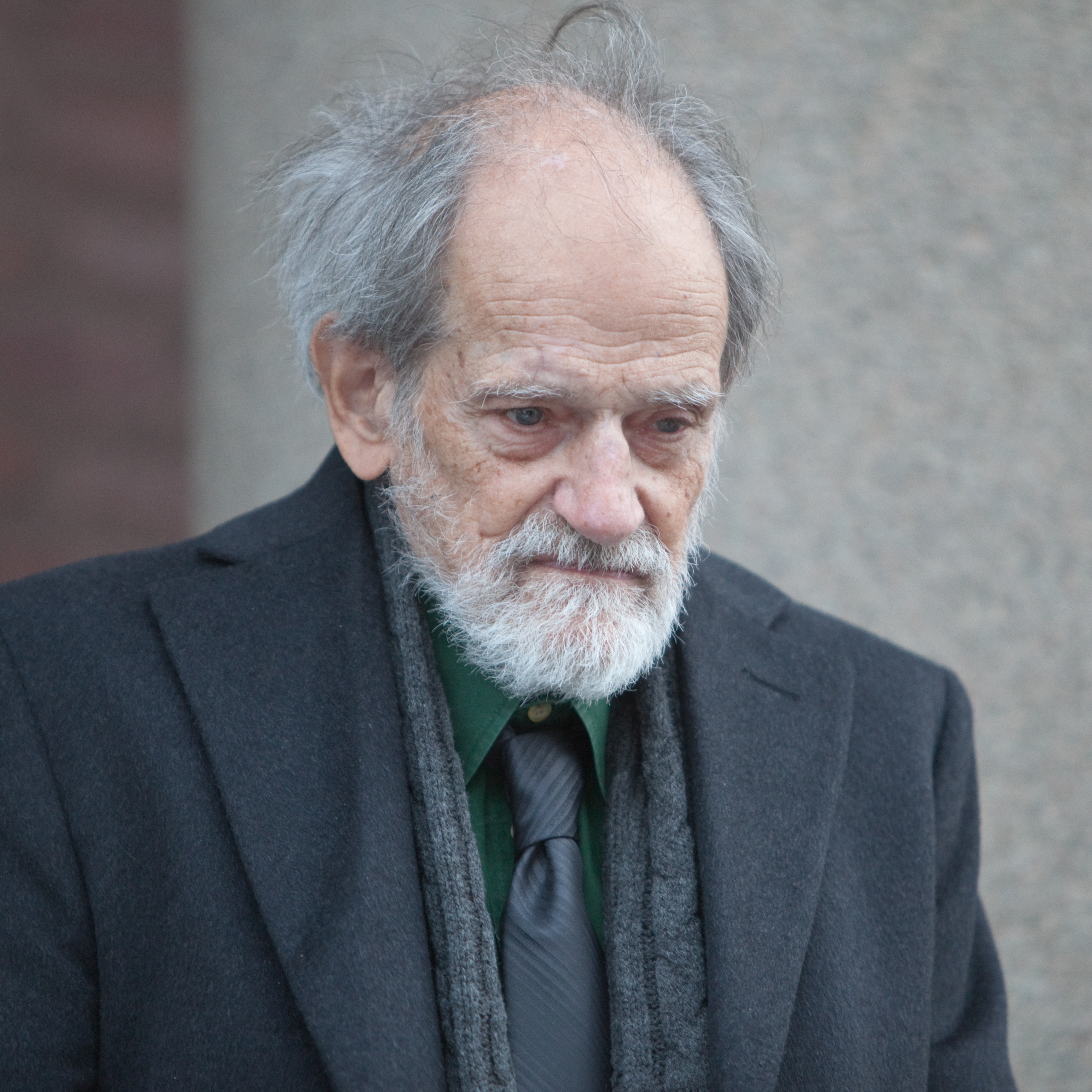
لويد شابلي في ستوكهولم 2012

لويد شابلي (بالإنجليزية: Lloyd Stowell Shapley)‏ (وُلِد في 2 يونيو 1923 - ) هو اقتصادي وعالم رياضيات أمريكي، وأستاذ متفرغ بجامعتي كاليفورنيا ولوس أنجلوس.
حصل على جائزة نوبل عام 2012 مع ألفين روث عن نظرية استقرار توزيع الموارد الاقتصادية وتصميم السوق.
عُرف بإسهاماته في نظرية الألعاب. يعتبر د. لويد شابلي الرائد لنظرية الألعاب من بعد فون نيومان ومورجرستيرن في أربعينيات القرن الماضي.

## روابط خارجية
- لويد شابلي على موقع الموسوعة البريطانية (الإنجليزية)
- لويد شابلي على موقع مونزينجر (الألمانية)